# 薩默斯縣 (西維吉尼亞州)
薩默斯縣（英語：Summers County）是美国西維吉尼亞州南部的一個縣，面積952平方公里。根據2020年美國人口普查，共有人口11,959人。縣治辛頓（Hinton）。該縣成立於1845年2月3日，縣政府成立於5月15日；縣名紀念曾任聯邦眾議員的喬治·W·薩默斯（George W. Summers）。